# Nina Cheremisina
Nina Viktorovna Cheremisina (russe : Нина Викторовна Черемисина), née le 14 décembre 1946 à Pskov (RSFS de Russie), est une ancienne rameuse soviétique. Elle est double médaillée aux Jeux de 1980.

## Carrière
Membre de l'équipe soviétique lors des Jeux olympiques d'été de 1980, elle remporte une médaille d'argent en quatre de couple puis une de bronze en quatre de pointe. Elle est également triple championne du monde en quatre de pointe en 1979, 1981 et 1982.

## Palmarès
- Jeux olympiques d'été de 1980 à Moscou ( Union soviétique) :
  -  médaille d'argent en quatre de couple
  -  médaille de bronze en quatre de pointe

### Championnats du monde
- Championnats du monde 1983 à Duisbourg ( Allemagne) :
  -  médaille de bronze en quatre de pointe
- Championnats du monde 1982 à Lucerne ( Suisse) :
  -  médaille d'or en quatre de pointe barré
- Championnats du monde 1981 à Munich ( Allemagne) :
  -  médaille d'or en quatre de pointe barré
- Championnats du monde 1979 à Bled ( Slovénie) :
  -  médaille d'or en quatre de pointe barré